# Освейский район
Освейский район — административно-территориальная единица в составе Белорусской ССР, существовавшая в 1924—1959 годах. Райцентр — местечко (с 1938 — городской посёлок) Освея.
Освейский район был образован в 1924 году в составе Полоцкого округа. По данным 1926 года имел площадь 1076 км², население — 25,6 тыс. чел. В 1930 году, когда была упразднена окружная система, Освейский район перешёл в прямое подчинение БССР. В 1935 году район вошёл в состав восстановленного Полоцкого округа. В январе 1938 года с введением областного деления включён в состав Витебской области. В 1944 году отошёл к Полоцкой области.
По данным на 1 января 1947 года район имел площадь 0,9 тыс. км². В его состав входили городской посёлок Освея и 9 сельсоветов: Задеженский (центр — д. Семеново), Киселевский (центр — д. Буды), Кохановичский, Красовский (центр — д. Игналино), Малашковский (центр — д. Лисна), Освейский, Сеньковский, Совейковский, Сухоруковский.
В 1954 году, в связи с упразднением Полоцкой области, Освейский район отошёл к Витебской области. В 1959 году район был упразднён, а его территория передана в Дриссенский район.